# مهرنوش إبراهيمي
مِهْرنوش إبراهيمي (27 سبتمبر 1947 - 1 أكتوبر 1971) بارتيزانة شيوعية إيرانية. ولدت في طهران لعائلة من أعضاء حزب توده. أكملت تعليمها الابتدائي والثانوي بها. التحقت بكلية الطب في جامعة طهران عام 1967. وبعد عامين، تزوجت من جنكيز قُبادي وانضمت إلى منظمة فدائيي خلق الإيرانية المسلحة. عملت خلال دراستها الجامعية في مستشفيات طهران حتى عام 1971، وكانت عضوًا حزبيًا في لجنة الشؤون الريفية بالمنظمة. في سن الرابعة والعشرين عندما كانت طالبة في السنة النهائية، انتحرت بقنبلة يدوية أو قُتلت وهي تقاوم بالسلاح في اشتباك مسلح مع سافاك؛ الطريقة التي اعتبرها الحزب جزء من شرف الحرب. فلقبّت بـ«شهيدة» و«أول امرأة فدائية إيرانية».

## سيرتها
ولدت مِهْرنوش إبراهيمي يوم 27 سبتمبر 1947 في عائلة من الطبقة المتوسطة في مدينة طهران أو يقال في قرية روشَن آباد، بابول بمازندران. وكان كلا الوالدين أعضاء نشطين في حزب توده، ونشأت في منزلهما في أجواء عائلة ناشطة في النضالات اليسارية في خمسينيات القرن العشرين. بعد اعتقال والدها ونقله إلى سجن قزل قلعة، رافقت والدتها في معظم المسيرات والخطب الحزبية. ثم أصبح الملازم خسرو روزبه، أحد أعضاء حزب توده، شريكهما في السكن لمدة ما. وكان لإعدام روزبه في 11 مايو 1958 تأثير عميق عليها لدرجة أنها قررت ترك المدرسة والابتعاد عن كادر الحزب؛ عن الذين اعتبرتهم «خونة». وهكذا أمضت سنوات طفولتها بروح جماعية، وكذلك ساعدت والدتها في الخياطة.
وما كانت تعبر علنًا عن ميولها السياسية في الثانوية. واهتمت بالقراءة والسباحة وتسلق الجبال. في منتصف دراستها الثانوية، التقت بجنكيز قُبادي، الفدائي الذي جاء إلى طهران حتى توفي والدها في السجن عام 1964.
ثم التحقت بكلية الطب بجامعة طهران سنة 1966. وخلال دراستها الجامعية، تفاعلت مع مجموعات يسارية أخرى في السر برفقة قُبادي. وقد تزوجا بعد عامين. ثم واصلت عملها الطبي في مازندران، حيث تعرّفت على الجماهير الريفية. ولما تأسست منظمة فدائيي خلق الإيرانية المسلحة رسميًا في عام 1971، انضمت إليها وواصلت نشاطها السياسي مع قبادي واثنين آخرين في لجنة الشؤون الريفية بالمنظمة. في أغسطس من نفس العام، ذهبا إلى نوشهر لإنشاء مستودع للمواد الغذائية. وفي طريق عودتهما إلى طهران، ألقت دورية من الدرك (جندرمة) القبض عليهما، واقتيدا إلى مكتب سافاك بمدينة ساري للاستجواب. ولكنهما تمكنا من الفرار إلى طهران.
وفي يوم 1 أو 2 أكتوبر 1971، عقب اعتقال حسن سَركاري الذي داهمت منزله في الساعة 5:00 صباحًا، عندما كانت هي ومنوشهر بهائي بور على وشك مغادرة المنزل، واجهتهما مجموعة من مسلحي السافاك. وبدأت اشتباكاتهم بالأسلحة النارية. قُتلت بهائي بور لكنها هي قاومت بالسلاح؛ لدرجة أنه لم يعد لديها رصاصة لتطلقها فانتحرت بقنبلة يدوية، أو قُتلت وهي تقاوم بالسلاح.